# Кравчук Петро Ількович
Петро́ І́лькович Кравчу́к (6 липня 1911, Стоянів — сучасний Радехівський район — 3 лютого 1997, Торонто) — український письменник, публіцист, літературознавець, громадський діяч у Канаді. Літературні псевдоніми — Арсен, Марко Терлиця. Лауреат премії ім. Я.Галана — 1967, премії ім. В.Винниченка — 1993.

## Життєпис
З 1930 року проживав в Канаді, брав активну участь у житті української діаспори. Входив до складу українських прокомуністичних організацій. З 1932 — член Комуністичної партії Канади.
У 1931—1939 роках — член головної управи Товариства допомоги визвольному рухові на Західній Україні.
У 1932—1936 роках був секретарем ЦК секції молоді Товариства українського робітничо-фермерського дому.
У 1940—1942 роках був ув'язнений за підривну пропаганду.
Від 1942 року працював у пресі Товариства об'єднаних українських канадців (ТОУК).
Протягом 1978—1991 років — голова Товариства об'єднаних українських канадців.
У 1947—1949 — спеціальний кореспондент кількох еміграційних видань у Києві.
Редактор газети «Життя і слово».
Опубліковані в Канаді та Україні його публіцистичні статті з питань історії української трудової еміграції та розвитку культури в Україні.
Досліджував творчість Ольги Кобилянської, Василя Стефаника, Івана Франка, Тараса Шевченка.
Загалом вийшло друком до 40 його публіцистичних книг та брошур, сотні статей.
З них:
- 1947 — «Українці в історії Вінніпеґа», Торонто,
- 1957 — «На новій землі. Сторінки з життя, боротьби і творчої праці канадських українців», Торонто,
- 1957 — «П'ятдесят років на службі народу. До історії української народної преси в Канаді», Торонто,
- 1960 — «Терлиця Марко. Правнуки погані. Українські націоналісти в Канаді» — Київ: Радянський письменник, 306 с., 16 тис. екз.
- 1963 — «Терлиця Марко. Націоналістичні скорпіони» — Київ: Радянський письменник. — 205 с.
- 1968 — «Важкі роки», Торонто,
- 1969 — «Під проводом благородних ідей. В. І. Ленін і українська прогресивна громадськість в Канаді», Торонто,
- 1971 — «Вони обрали Канаду», Торонто,
- 1976 — «Листи з Канади», Київ,
- 1990 — «Українці в канадській літературі», Київ,
- 1993 — «Від Петра I до Суслова», Київ,
- 1995 — «Без недомовок. Спогади», Київ, 1995,
- 1996 — «Our History: The Ukrainian Labour-Farmer Movement in Canada, 1907—1991», Торонто.

## Оцінка творчості
Загалом немає жодного секрету в тому, що подібна творчість інспірувалася тодішніми ідеологічними органами Компартії та радянськими спецслужбами. А ось як відгукується про творчість Кравчука керівник Секретаріату Комітету з Національної премії України імені Тараса Шевченка Вікторія Костюченко: 
|  | У 1963 році спілчанське видавництво «Радянський письменник» (тепер «Український письменник») випустило п’ятнадцятитисячним накладом книгу «Націоналістичні скорпіони» Марка Терлиці, нібито канадця українського походження, який на сторінках свого опусу гнівно затаврував «буржуазних націоналістів» на терені США, Канади, Австралії, Західної Німеччини, Бразилії і Аргентини. Насправді Марко Терлиця – придумане ім’я тодішніми пропагандистськими борзописцями, які ревно виконували ідеологічні настанови правлячого режиму. |